# اقتدار سنتی
اقتدار سنتی (به انگلیسی: Traditional authority) (که به عنوان سلطه سنتی نیز شناخته می‌شود) شکلی از رهبری است که در آن اقتدار یک سازمان یا رژیم تا حد زیادی با سنت یا عرف گره خورده‌است. دلیل اصلی این وضعیت این است که «همیشه همین‌طور بوده‌است».

## در جامعه‌شناسی
در جامعه‌شناسی، مفهوم اقتدار سنتی (سلطه) از اقتدار سه‌گانه ماکس وبر (۲۱ آوریل ۱۸۶۴–۱۴ ژوئن ۱۹۲۰) جامعه‌شناس آلمانی می‌آید و
دو صورت دیگر، اقتدار کاریزماتیک و اقتدار عقلانی - قانونی هستند. همه سه نوع سلطه نمونه‌ای از مفهوم سنخ آرمانی او را نشان می‌دهند. وبر خاطر نشان کرد در تاریخ آن سنخ آرمانی، همیشه با سلطه ترکیب یافته‌است.
مشروعیت قدرت در اقتدار سنتی، از سنت؛ در اقتدار کاریزماتیک از شخصیت و ویژگی‌های رهبری فرد و در اقتدار عقلانی - قانونی، از نظام بوروکراسی و قانونی منشأ می‌گیرد.

### پدرسالاران و خاندان آنها
وبر سلطه سنتی را از پدرسالاری و خانواده‌های آنها می‌گیرد - به عبارت دیگر، از سنت دیرینه خانواده (اقتدار ارباب بر اهل بیت خود)، استاد بر اساس قوانین ارث تعیین می‌شود. او هیچ کارمند اداری و هیچ دستگاهی ندارد که اراده خود را تنها با زور اجرا کند. وی به تمایل اعضای گروه برای احترام به اقتدار او بستگی دارد. آن اعضا در روابط شخصی با او ایستاده‌اند. آنها بر اساس اعتقاد به این که این وظیفه‌ای است که در سنت دیرینه و به سبب احساس فرزندی تقوا نسبت به شخص استاد، از او اطاعت می‌کنند.

### سلطه موروثی
سلطه موروثی یا پاتریمونیالیسم زمانی اتفاق می‌افتد که خانواده حاکم گسترش می‌یابد و اداره خانوار باعث ایجاد مناصب دولتی می‌شود. همه مقامات وابستگان شخصی یا مورد علاقه حاکم هستند که توسط او منصوب می‌شوند. تعامل آنها با حاکم بر اساس اقتدار پدری و وابستگی فرزندی است. مسئولان کار خود را خدمتی شخصی به حاکم می‌دانند. حاکم بر مقامات تسلط کامل دارد. او آنها را از موردی به مورد دیگر قدرت می‌دهد، وظایف خاصی را تعیین می‌کند، ارتقا و تنزل می‌دهد. آنها هیچ حقی ندارند بلکه دارای امتیازاتی هستند که توسط حاکم اعطا و سلب شده‌است. بندرت می‌توان سلسله مراتب و مسئولیت روشن و پایداری را در سیل عناوین رسمی اکثر ادارات پاتریمونیال کشف کرد.
نیروی نظامی ابزار مهم یک حکومت پدری است. وبر پنج نوع سازمان نظامی را متمایز کرد. در همه این موارد، ارتش ابزار حاکم است، فقط برای استفاده او - ولی او مسئول حفظ آن (تجهیزات، نگهداری و دستمزد) است.
با رشد سرزمین سازمان‌یافته و مستقل‌تر کارکنان اداری و نیروی نظامی یک ضرورت شد. این معمولاً منجر به تمرکززدایی می‌شود و برخی افراد استقلال بیشتری در قالب برخی حقوق به دست می‌آورند. (مثلاً حق ارث و ازدواج بدون رضایت حاکمان، قضاوت در دادگاه‌های مستقل به جای مقامات خاندان سلطنتی و غیره).
یکی از بهترین نمونه‌های تقریباً سنخ آرمانی پاتریمونیالیسم مصر باستان است که در آن جمعیت به‌طور کامل به کنترل آبراه‌ها (رود نیل) وابسته بود. این امر ایجاد حکومت متمرکز را تسهیل کرد. هنگامی که خاندان سلطنتی به آن نیاز داشت، فرد باید وظایف عمومی را انجام می‌داد، مانند شرکت در پروژه‌های فشرده (برآمدن اهرام). بنابراین کل کشور در واقع خاندان پدرسالار فرعون بود.
زمانی که زمین به نظامیان یا مقامات برای انجام وظایفشان داده می‌شود، استقلال آنها افزایش می‌یابد و قدرت حاکم تضعیف می‌شود ([ممالوک] و شورش‌های آنها یا تفاوت بین چینی‌ها کنفوسیوس پژوهشگر را در نظر بگیرید. - بوروکرات‌های باسواد که هرگز نتوانستند قدرت امپراتور را سرنگون کنند و اروپا یک شوالیه که به اشرافیت قدرتمند تبدیل شد. در بسیاری از موارد (به ویژه در مشترک المنافع لهستان - لیتوانی) به شدت قدرت پادشاه را محدود می‌کند.
غالباً در شرق، جایی که زمین در کنترل حاکم باقی مانده بود، تسلط پاتریمونیال غالب بوده‌است. با این حال، در غرب فرمانروا کنترل زمین‌هایی را از دست داد که به اشراف داده شده بود که به گفته وبر دلیل اصلی جایگزینی فئودالیسم، پدرمونالیسم بود.

### فئودالیسم
در مقایسه، سلطه موروثی یا پاتریمونیالیسم، فئودالیسم یک شباهت عمده و چندین تفاوت مهم دارد:
- شباهت این است که هر دو بر اساس سنت هستند و حاکمان قدرتمندی دارند که در ازای خدمات نظامی و اداری حقوقی را اعطا می‌کنند.

تفاوت‌ها برای تمایز ظریف تر مهم هستند:
- فئودالیسم با یک قرارداد وفاداری مبتنی بر میلیتاریسم شوالیه‌ای جایگزین رابطه پدرانه سلطه موروثی می‌شود.
- اختیارات حاکم پاتریمونیال و وابستگی شخصی مقامات در فئودالیسم با آزادی قراردادی، وفاداری شخصی و برجستگی اجتماعی-اقتصادی از سوی رعیت‌ها جایگزین می‌شود.

### رهبران سنتی
اکثر نمایندگان هر دودمان که برای بیش از یک نسل حکومت می‌کنند (پادشاه، امپراتورها، سلطانها، و غیره) در آن دسته قرار می‌گیرند؛ بنابراین، اکثریت سلطنت و برخی استبداد، الیگارشی و تئوکراسی توسط رهبران سنتی اداره خواهند شد.
غالباً رئیس مرد یک خانواده مشترک را باید یک رهبر سنتی در نظر گرفت. اگر مدیر و سایر پست‌های رهبری آن بر اساس پیوندهای خانوادگی یا سن انتخاب شوند، این امر می‌تواند در یک تجارت خانوادگی نیز صدق کند.